# Alfred Rüttiger
Alfred Rüttiger (* 7. Februar 1893 in Neunkirchen (Unterfranken); † 7. August 1952) war ein deutscher Verwaltungsjurist und Landrat.

## Leben
Nach dem Besuch des Progymnasiums in Miltenberg und dem Abitur am Röntgen-Gymnasium Würzburg – unterbrochen durch den Kriegsdienst – absolvierte Alfred Rüttiger ein Studium der Rechtswissenschaften an der Julius-Maximilians-Universität Würzburg, wo er Mitglied in der Studentenverbindung Thuringia Würzburg war. 1920 promovierte er mit der Dissertation „Anfechtbarkeit und Nichtigkeit von Generalversammlungsbeschlüssen der Aktiengesellschaften nach deutschem Handelsrecht“ zum Dr. jur. und Dr. rer. pol. Nach der ersten juristischen Staatsprüfung folgte der dreijährige Vorbereitungsdienst (Referendariat). Das Große juristische Staatsexamen legte er im Juni 1922 ab und wurde Assessor bei der Regierung von Schwaben, wo er im Februar 1926 zum Regierungsrat ernannt wurde. Im Jahr darauf wechselte er in die Kommunalverwaltung zum Bezirksamt Rehau. Von Oktober 1932 bis zu seinem Weggang als Landrat des Landkreises Miltenberg am 16. Mai 1939 war Rüttiger in Bad Kissingen tätig, wo er auch das Amt des stellvertretenden Badkommissars innehatte.
Zum 1. August 1942 erhielt er die Abordnung zum Stadtpräsidenten in Berlin. Zum Jahresbeginn 1944 kam die Abordnung zu den Bezirkshauptmannschaften in Zlin und Iglau im Protektorat Böhmen und Mähren. Bereits nach drei Monaten wurde er zum Ressort Dienststrafangelegenheiten gegen Deutsche Beamte beim Innenminister der Protektoratsregierung beordert. Mit dem Ende des Krieges wurde Rüttiger seiner Ämter enthoben und im Entnazifizierungsverfahren 1947 durch die Spruchkammer Miltenberg zunächst als minderbelastet, im Berufungsverfahren als Mitläufer eingestuft. So fand er am 7. August 1948 eine Beschäftigung als juristischer Nebenbeamter im Landratsramt Gemünden am Main. Zum Jahresbeginn 1949 zur Regierung von Unterfranken abgeordnet, wurde er dort am 1. Januar 1950 zum Oberregierungsrat ernannt. Er verstarb im Dienst.
Rüttiger trat vor 1933 in die Bayerische Volkspartei ein. Zum 1. Mai 1937 trat er der NSDAP bei (Mitgliedsnummer 4.243.177). Bereits 1934 trat er in die SA ein.